# William Sunsing
William Sunsing Hidalgo (Heredia, 1977. május 12. –) Costa Rica-i válogatott labdarúgó.

## Pályafutása

### Klubcsapatban
Pályafutását 1994-ben a Herediano csapatában kezdte. 1996 és 1998 között a Ramonensében játszott. 1998 és 2000 között ismét a Herediano játékosa volt. 2001 és 2002 között a NE Revolution együttesében szerepelt. Később játszott még a Deportivo Saprissa, a Santa Barbara, a Pérez Zeledón, a cseh Teplice, a Brujas FC, a görög APO Akrátitosz, a Liberia Mía, az Águilas Guanacastecas, a Limón FC, az Orión FC, a guatemalai Cobán Imperial és a Sayaxché, illetve a Municipal Turrialba csapatában.

### A válogatottban
2000 és 2009 között 34 alkalommal szerepelt a Costa Rica-i válogatottban és 3 gólt szerzett. Bemutatkozására 2000 januárjában került sor egy Trinidad és Tobago elleni barátságos mérkőzés alkalmával. Részt vett a 2002-es világbajnokságon, de nem kapott lehetőséget egyetlen mérkőzésen sem. Tagja volt a 2001-es Copa Américán, illetve a 2000-es és a 2002-es CONCACAF-aranykupán szereplő válogatott keretének is.

## Külső hivatkozások
- William Sunsing adatlapja a National-Football-Teams.com oldalon (angolul)

- William Sunsing (angol nyelven). FootballDatabase.eu
- William Sunsing (német nyelven). kicker.de
- William Sunsing adatlapja a worldfootball.net oldalon (angolul)